# Santa Ana Bulldogs
BULLDOGS FA, también conocidos como "Dawgs", son un equipo de Fútbol Americano semi-profesional, basado en San José, Costa Rica.  El equipo es miembro de la Liga Premier de Fútbol Americano. Han disputado cinco veces consecutivas el ´Súper Tazón Costa Rica´, consiguiendo cuatro títulos de campeón de la primera división de Costa Rica, en Súper Tazón CR´ II, III, VI & VI 
El equipo se fundó a finales del año 2008 y es una de las franquicias originales activas, que participaron en el primer campeonato organizado en Costa Rica, la temporada FCFA 2009 (Las temporadas de primera división de 2009 y 2010 fueron organizadas por la extinta FCFA / Federación Costarricense de Fútbol Americano).
A partir de la temporada 2011 el equipo se integra a FEFACR. Participa en esa liga durante las temporadas 2011, 2012 & 2013 triunfando en 2011 y 2012 y logrando el subcampeonato en 2013.    Para la temporada 2014, BULLDOGS se desliga de la FEFACR y se integra a la recién formada ´Liga Premier de Fútbol Americano´. Para la temporada debut de la ´Liga Premier´, BULLDOGS triunfa de manera contundente en ´Súper Tazón CRVI´, para volver a ser el campeón de la primera división costarricense.

## Uniforme
| Los Bulldogs visten dos uniformes, cascos color azul Marino con una "B" estampada en el lado del mismo. El uniforme de visita, consiste en un jersey blanco con números impresos en blanco y dorado, pantalones blancos y medias azul marino. Para juegos de casa, jersey azul marino con números en blanco y dorado, pantalón blanco y medias Azul Marino. |

## Mascota
"La mascota del equipo se llama CH. Sealaville He is Bertie , conocido por todos cariñosamente como Gunner.  GUNNER y lleva dos años con el equipo, 2014 & 2015.  Lugar y fecha de nacimiento: Inglaterra, 13 de noviembre de 2010. Primer Bulldog importado de Inglaterra a nuestro país.  Hijo de Sealaville He is The Rebel, ejemplar Campeón de Inglaterra y campeón de Crufts 2010, una de los torneos Canófilos de gran trascendencia mundial y prestigio.  Residencia actual: Costa Rica, Heredia, San Rafael, Montaña Mística Bulldogs.
Logros en competencia
1. Joven Campeón Costarricense
2. Joven Campeón de Guatemala de Las Américas y El Caribe 2011.
3. Campeón Costarricense
4. Ganador varias veces como Mejor Joven de la Raza y Mejor de la Raza.
5. Segundo Mejor Ejemplar del Grupo II.
Actualmente se encuentra en pistas de competencia en la categoría machos especiales para obtener su título de Gran Campeón Costarricense.
Gunner ha logrado destacar en pista y además como reproductor siendo que para su edad reproductiva lleva los siguientes hijos campeones, ejemplares que a su vez han ganado como Mejores Jóvenes de Raza y Mejores de la Raza, con destacada participación y distinciones de Best in Show como Mejores de Exposición en la categoría bebé, cachorro y Joven.
1) Tanner : Joven Campeón Costarricense; Campeón Costarricense, actualmente en pistas. Propietaria: Susanne Haywood.
2) Montaña Mística Támesis: Joven Campeón Costarricense, actualmente en pistas. Propietario: Luis Bujan
3) Montaña Mística Candela: Joven Campeona Costarricense, actualmente en pistas. Propietarios: Montaña Mística & Casa Galmur.
´Gunner´ es un ejemplar fuerte, atlético, goza de una excelente condición física y respiración, se distingue y destaca por su carácter noble, afectuoso y que le gusta abrazar las personas y es el Caballero Inglés de Montaña Mística Bulldogs.
Le encanta jugar con bolas y salir de paseo.
A continuación una reseña de la ´Montaña Mística´:
´En ´Montaña Mística´, estamos dedicados exclusivamente a la crianza y exposición de Bulldog Inglés. Somos un criadero familiar integrado por Carlos, Karla , Camila y más de quince bulldogs que compartimos diariamente esta pasión. Nuestro hogar se encuentra en San Rafael de Heredia, Residencial El Castillo; en medio del aire fresco y puro de las montañas, donde se desarrollan nuestros ejemplares y cachorros con ejercicio y cuidados diarios. Nuestras metas principales son cuidar y proteger nuestros bulldogs con el mayor respeto, dignidad y dedicación para ellos. Participamos activamente e ininterrumpidamente en el mundo de las exposiciones caninas, dentro y fuera del país, donde hemos obtenido muchos logros y satisfacciones. Nuestros ejemplares han ocupado en dichas exposiciones continuamente, posiciones de privilegio tales como: ´Mejor de la raza', ´Mejores de Exposición´ y muchas colocaciones dentro de los ´Best in Show´, en los últimos años. Actualmente nos llena de orgullo que las crías nacidas en nuestro criadero o bien los hijos de nuestros padrotes suman más de 18 campeones para un total de más de 60 títulos, ya que dentro de ellos hay campeones, multicampeones, Campeones Panamericanos, Latinoamericanos, tanto en nuestro país, como fuera de nuestras fronteras. Hemos ganado exposiciones muy importantes para nuestro Región tales como el Campeonato de las Américas y El Caribe y Sicalam. Hemos obtenido la mención de ´Bulldog del Año´ en varias ocasiones tanto con ejemplares importados como con ejemplares hijos de nuestros padrotes. Nuestros logros y victorias gracias a Dios han sido muchos, pero si me preguntan cual atesoro con especial orgullo y en nuestro corazón, fue sin duda, en la Mundial de México donde con más 174 bulldogs en pista tuvimos el gran honor con nuestro inolvidable ´Chopper´ de ser el ´Vencedor Absoluto´ de la Especializada Mundial . Seguimos día con día con esta pasión, trabajando con cariño y dedicación, con la consigna de aprender y mejorar, sin duda somos bendecidos de poder compartir nuestra vida con los mejores amigos que el hombre puede tener… Existen los perros y los Bulldog..!!´
Carlos Schlubeck - Director Montaña mística

## Estadísticas de temporada Regular
Estadísticas Oficiales de la FEFACR
| Grupo Único | Grupo Único | Grupo Único | Grupo Único | Grupo Único | Grupo Único | Grupo Único |
| Equipo      | Victorias   | Derrotas    | Pct         | PF          | PC          | Dif         |
| ----------- | ----------- | ----------- | ----------- | ----------- | ----------- | ----------- |
| Bulldogs    | 8           | 0           | 1.000       | 280         | 73          | 207         |
| Toros       | 5           | 3           | 0.625       | 273         | 122         | 151         |
| Raptors     | 4           | 4           | 0.500       | 227         | 112         | 115         |
| Rhynos      | 3           | 5           | 0.375       | 207         | 283         | -76         |
| Dragons     | 0           | 8           | 0.000       | 22          | 419         | -397        |

'
| Grupo A   | Grupo A   | Grupo A  | Grupo A | Grupo A | Grupo A | Grupo A |
| Equipo    | Victorias | Derrotas | Pct     | PF      | PC      | Dif     |
| --------- | --------- | -------- | ------- | ------- | ------- | ------- |
| Bulldogs  | 7         | 1        | 0.875   | 272     | 88      | 184     |
| Tiburones | 3         | 4        | 0.428   | 156     | 145     | 11      |
| Dragons   | 0         | 7        | 0.000   | 33      | 297     | -264    |
| Grupo B   |           |          |         |         |         |         |
| Equipo    | Victorias | Derrotas | Pct     | PF      | PC      | Dif     |
| Toros     | 7         | 1        | 0.875   | 337     | 123     | 214     |
| Raptors   | 4         | 3        | 0.571   | 277     | 136     | 141     |
| Rhynos    | 1         | 6        | 0.142   | 52      | 358     | -306    |

| Grupo Único | Grupo Único | Grupo Único | Grupo Único | Grupo Único | Grupo Único | Grupo Único |
| Equipo      | Victorias   | Derrotas    | Pct         | PF          | PC          | Dif         |
| ----------- | ----------- | ----------- | ----------- | ----------- | ----------- | ----------- |
| Bulldogs    | 10          | 0           | 1.000       | 342         | 104         | 238         |
| Toros       | 7           | 3           | 0.700       | 354         | 236         | 118         |
| Raptors     | 3           | 6           | 0.333       | 224         | 278         | -44         |
| Tiburones   | 3           | 6           | 0.333       | 105         | 200         | -95         |
| Dragons     | 0           | 8           | 0.000       | 21          | 248         | -227        |

| Grupo Único  | Grupo Único | Grupo Único | Grupo Único | Grupo Único | Grupo Único | Grupo Único |
| Equipo       | Victorias   | Derrotas    | Pct         | PF          | PC          | Dif         |
| ------------ | ----------- | ----------- | ----------- | ----------- | ----------- | ----------- |
| Toros        | 9           | 0           | 1.000       | 428         | 56          | 372         |
| Tiburones    | 7           | 2           | 0.375       | 167         | 109         | 58          |
| Dragons      | 3           | 5           | 0.375       | 129         | 155         | -26         |
| Bulldogs     | 3           | 5           | 0.375       | 100         | 187         | -87         |
| Black Gators | 1           | 6           | 0.142       | 63          | 230         | -167        |
| Mustangs     | 1           | 6           | 0.142       | 63          | 213         | -150        |

## Campeonatos del Super Bowl de Costa Rica
BULLDOGS han ganado cuatro trofeos de ´Super Tazón Costa Rica´, siendo el único equipo de Fútbol Americano en Costa Rica en alcanzar ese registro.
| Año  | Entrenador en Jefe | Marcador Final            | Jugador más Valioso |
| ---- | ------------------ | ------------------------- | ------------------- |
| 2010 | José López         | Bulldogs 35 - 33 Toros*   | Reinhard Weiss      |
| 2011 | José López         | Bulldogs 35 - 17 Toros    | Dean Mooke          |
| 2012 | José López         | Bulldogs 30 - 07 Toros ** | Benjamin Chaverri   |

*Temporada 2010 ganada de manera invicta (11-0)
**Temporada 2012 ganada de manera invicta (9-0)

## Juegos Internacionales de los Bulldogs
Los Bulldogs han jugado en contra de varios equipos representando a su país Costa Rica
| Fecha         | Entrenador | Equipo Casa | Marcador Final | Equivo Visita | Estadio                        | Lugar         |
| ------------- | ---------- | ----------- | -------------- | ------------- | ------------------------------ | ------------- |
| Junio de 2010 | José López | Bulldogs    | 19 - 13 (TE)   | Guerreros     | Estado "Cuty" Monge"           | San José      |
| Mayo de 2012  | José López | Bulldogs    | 6 - 14         | Saints        | Polideportivo de Pérez Zeledón | Pérez Zeledón |

## Registros
- Racha Ganadora Más Larga : 14 Juegos (Desde el Juego 4 Temporada 2011 al IV Costa Rica Super Bowl 2012)
- Racha Perdedora Más Larga : 3 Juegos (Desde el Juego 6 Temporada 2009 al Juego Semifinal 2009)
- Mayor Cantidad de Puntos Anotados en un Juego : 70 Puntos (Juego 4 Temporada 2012 / Bulldogs 70 - 8 Dragons)
- Mayor Cantidad de Puntos Concedidos en un Juego : 54 Puntos (Juego Semifinal 2009 / Toros 54 - 0 Bulldogs)
- Mayor Diferencia Ganadora : 62 Puntos (Juego 4 Temporada 2012 / Bulldogs 70 - 8 Dragons)
- Menor Diferencia Ganadora : 1 Punto (Juego 5 Temporada 2009 / Bulldogs 9 - 8 Dragons)
- Mayor Diferencia Perdedora : 54 Puntos (Juego Semifinal 2009 / Toros 54 - 0 Bulldogs)
- Menor Diferencia Perdedora : 13 Puntos (Juego 1 Temporada 2009 / Bulldogs 6 - 19 Dragons)
- Partido Más Largo : II Costa Rica Superbowl (Toros 36 - 39 Bulldogs 3(TE))
- Partido Más Corto: Juego 2 Temporada 2010 (Tiburones 0 - Bulldogs 17 / Finalizado a los 28 minutos debido a un acto de indisciplina de parte de todo el equipo de los Tiburones)

## Planilla
- Capitán
- Lesionado